# Luca De Biase
Luca De Biase (Verona, 1º settembre 1956) è un giornalista e saggista italiano.

## Biografia
Laureato in Economia all'Università Bocconi di Milano, si è formato come storico all'École des hautes études en sciences sociales di Parigi e ha condotto le prime ricerche all'Archivio di Stato di Venezia. Come giornalista si occupa di innovazione tecnologica e prospettive sociali ed economiche dei nuovi media. È stato dalla fondazione e fino al 7 giugno 2011 caporedattore dell'inserto del giovedì (Nòva 24) del quotidiano Il Sole 24 ore, dedicato ai temi della ricerca e dell'innovazione; è stato responsabile di Nòva24Review, strumento bimestrale di approfondimento oggi non più pubblicato, e promotore di Nòva100, un progetto di aggregazione di più blog indipendenti. Ha fondato e diretto il periodico per tablet La Vita Nòva che ha ricevuto numerosi premi internazionali tra i quali Moebius 2011, The Lovie Awards 2011, M20, Spd, iTunes Rewind 2011. Dal luglio del 2013 è stato richiamato alla guida di Nòva.
È membro della Commissione sulle garanzie, i diritti e i doveri per l'uso di internet, alla Camera dei Deputati. È membro del comitato scientifico per l'Agenda digitale dell'Emilia-Romagna. È stato membro dell'unità di missione per la Presidenza del Consiglio sull'Agenda Digitale italiana nel 2013-2014 ; nel 2012 aveva lavorato con il Ministero italiano per lo Sviluppo economico in una task force dedicata a migliorare l'ecosistema delle startup innovative  È stato presidente della Fondazione <ahref - che lavora a numerosi progetti di media civici - dalla nascita all'aprile 2014. Nel 2016 la Media Ecology Association gli ha assegnato il The James W. Carey Award for Outstanding Media Ecology Journalism 2016 MEA Awards. Ha vinto nel 2007, insieme a Beppe Grillo, la VII edizione del Premio Cultura di Rete. Altri riconoscimenti: Premio Web Italia 2012, Premi Città Impresa Fabbricatore di idee 2012, Premio Sele d'Oro 1994. È membro del consiglio di amministrazione della Fondazione Golinelli di Bologna. Fa parte del Gruppo Etica e Finanza. Ha condotto la trasmissione Cosmo, andata in onda sabato 4 settembre 2010 in prima serata su Rai Tre. Insegna presso Libera Università di Lingue e Comunicazione IULM. È membro dell’Harmonic innovation Group.

## Carriera accademica
Ha tenuto seminari di ricerca in Storia Economica e Sociale alla Bocconi. Ha collaborato per molti anni con l'OCSE di Parigi nell'ambito delle ricerche sulle politiche di sviluppo territoriale. Ha tenuto corsi di giornalismo e nuovi media all'Università di Padova e allo Iulm di Milano. Ha dato lezioni su democrazia e media sociali a Sciences Po, Parigi, nel Master of Public Affairs. ha scritto per diversi giornali: ItaliaOggi, Mondo Economico, Fortune Italia, Espansione, Panorama, The Industry Standard, Problemi dell'Informazione, Corriere della Sera, l'Espresso, La Stampa e Il Sole 24 Ore.

## Opere
- Monografie
  - Amore di Stato. Venezia Settecento, Sellerio, 1992 - ISBN 88-389-0892-3
  - Il Mago d'ebiz, Fazi Editore, 2000 - ISBN 88-8112-155-7
  - In nome del popolo mondiale, Fazi Editore, 2001 - ISBN 88-8112-304-5
  - Edeologia: critica del fondamentalismo digitale, Laterza 2003 ISBN 88-420-7042-4
  - Giornalisti online. Manuale di giornalismo nell'epoca di Internet, Yema 2003
  - Economia della felicità. Dalla blogosfera al valore del dono e oltre, Feltrinelli 2007 - ISBN 9788807171420
  - Cambiare pagina. Per sopravvivere ai media della solitudine, BUR Rizzoli 2011 - ISBN 9788817048309
  - Media civici. Informazione di mutuo soccorso, Apogeo collana Vita Feltrinelli 2013 - ISBN 9788850332700
  - Homo pluralis: Esseri umani nell'era tecnologica, Codice Edizioni 2015 - ISBN 978-88-7578-510-9
- Testi in pubblicazioni collettive
  - Capitani di Sventura, con Marco Borsa, Mondadori 1993
  - Investire con Internet, con Francesco Carlà, Class Editore, 1999
  - Bidone.com, con Giorgio Meletti, Fazi Editore, 2001
  - Inventori d'Italia, con Andrea Granelli, Guerini e Associati, 2004
  - Il potere della scienza sull'informazione. Il potere dell'informazione sulla scienza, con Luciano Butti, in "Nanotecnologie, ambiente e percezione del rischio", Quaderni della Rivista Giuridica dell'Ambiente, Giuffré 2005.
  - Innovazione Armonica. Un senso di futuro, con Francesco Cicione, Rubbettino Editore, 2021- ISBN 978-88-498-6463-2
- Articoli su riviste e interventi a congressi
  - La seconda Rivoluzione napoletana. Sud e federalismo, con Vincenzo Moretti, Guida Editore, 1994 (premio Sele d'Oro 1994);
  - "Libertà, velocità, comunità: dell'identità giornalistica nell'orizzonte digitale", in "Problemi dell'informazione", n. 2, anno 2002, Il Mulino, Bologna
  - "Il tempo del giornalista all'epoca di Internet", in Problemi dell'informazione, n. 3, anno 2002, Il Mulino, Bologna
  - "Obiettività?", in Problemi dell'informazione, n. 4, anno 2003, Il Mulino, Bologna
  - Agree on numbers while discuss on words. Or is it just the opposite? (convegno OECD World Forum on Statistics, Knowledge and Policy, Palermo 10 -13 November 2004).
- Cura del volume L'imprenditore sociale, di Angelo Caloia, Piemme, 1995